# Meromenia hirondellei
Meromenia hirondellei é uma espécie de molusco pertencente à família Amphimeniidae.
A autoridade científica da espécie é Leloup, tendo sido descrita no ano de 1949.
Trata-se de uma espécie presente no território português, incluindo a zona económica exclusiva.